# Еккегард Кіллінг-Шмідт
Еккегард Кіллінг-Шмідт (нім. Ekkehard Kylling-Schmidt; 21 червня 1918, Фленсбург — 28 серпня 2000, Кобленц) — німецький офіцер, оберстлейтенант вермахту (1944). Кавалер Лицарського хреста Залізного хреста з дубовим листям.

## Біографія
10 жовтня 1938 року вступив в 52-й піхотний полк 4-ї піхотної дивізії. Учасник Польської і Французької кампаній, а також Німецько-радянської війни, командир 3-ї роти свого полку. З лютого 1942 року — командир 4-ї роти 26-го фузілерного полку, на чолі якої відзначився у боях в Дем'янському котлі. З січня 1943 року — командир 1-го батальйону 26-го піхотного полку. 27 жовтня 1943 року під час оборонних боїв під Старою Руссою був важко поранений. Після одужання в червні 1944 року відряджений на навчання у Військову академію. В 1945 році займав різні штабні пости в групах армій на Сході. В травні 1945 року взятий в полон союзниками. В серпні 1945 року звільнений.

## Нагороди
- Залізний хрест
  - 2-го класу (9 листопада 1940)
  - 1-го класу (22 липня 1941)
- Штурмовий піхотний знак в сріблі
- Лицарський хрест Залізного хреста з дубовим листям
  - лицарський хрест (20 жовтня 1941)
  - дубове листя (№ 150; 4 грудня 1942)
- 3 нарукавні знаки «За знищений танк» (15 липня 1942) — за 3 радянські танки, знищені в жовтні 1941 року.
- Медаль «За зимову кампанію на Сході 1941/42»
- Дем'янський щит
- Нагрудний знак ближнього бою в бронзі
- Нагрудний знак «За поранення» в сріблі